# Cercyon variegatus
Cercyon variegatus är en skalbaggsart som beskrevs av Sharp 1882. Cercyon variegatus ingår i släktet Cercyon och familjen palpbaggar. Inga underarter finns listade i Catalogue of Life.